# سكرين ميديا
سكرين ميديا فينتشرز (بالإنجليزية: Screen Media)‏ هي شركة أمريكية كندية للتوزيع دولي للمسلسلات التلفزيونية والأفلام تأسست في عام 2001. في عام 2008، اختارت للتحالف الإبداعي كشريك حصري غير ربحي في إطلاق مبادرة أضواء كاشفة. تسمح الشراكة بمتابعة جهود التوعية الفعالة للقضايا المعروضة في سكرين ميديا المنتجة والموزعة.

## روابط خارجية
- الصحفة الرسمية